# Film Roman
Film Roman (o anche Film Roman Productions) è uno studio di animazione fondato da Phil Roman nel 1984, conosciuto per il lavoro svolto su serie televisive come: I Simpson, Mighty Max e King of the Hill. L'azienda, situata in Burbank (Contea di Los Angeles), è una sussidiaria di Liberty Media, attraverso la sua divisione Starz Media.

## Premi
Elenco dei premi conseguiti dall'azienda per le prime serate de I Simpson e King of the Hill:
- 20 Emmy Awards
- 08 Annie Awards
- 01 Grammy Awards
- 01 Mtv Music Awards

## Filmografia

### Lungometraggi
- Tom & Jerry - Il film (Tom and Jerry: The Movie, 1992, in co-produzione con Miramax Films, Turner Pictures Worldwide, Live Entertainment, Turner Entertainment, WMG film)
- The Dangerous Lives of Altar Boys (2002)
- I Simpson - Il film (The Simpsons Movie, animazione 2007, in co-produzione con 20th Century Fox, co-animazione con Rough Draft Studios)
- Untitled Walt Disney Animation Studios film (2023)

### Speciali televisivi edirect to video
- Animated Classic Showcase (1993)
- Nick & Noel (Nick and Noel, 1993)
- Gli orsetti che salvarono il Natale (The Bears Who Saved Christmas 1994)
- A Cool Like That Christmas (1994)
- Izzy's Quest for Olympic Gold (1995)
- The Magic Pearl (1997)
- The Happy Elf (2005, co-produzione con IDT Entertainment)
- Hellboy Animated (2006)
- Mosaic (o anche: Stan Lee Presents Mosaic, 2007)
- The Condor (o anche: Stan Lee Presents: The Condor, 2007)
- Turok: Son of Stone (2008)

### Serie televisive
- Garfield e i suoi amici (Garfield and Friends 1988-1994)
- Il mondo di Bobby (Bobby's World 1990-1998)
- Zazoo U (1990-1991, co-production with Fox Kids and Hanna Barbera)
- I Simpson (The Simpsons 1992, produzione dell'animazione; produzione di Gracie Films e 20th Century Fox)
- Cro (1993, co-production with Sesame Workshop)
- Mighty Max (1993-1994)
- Grimmy (tratto dal fumetto: Mother Goose & Grimm, 1991-1993)
- The Baby Huey Show (1994-1995)
- The Critic (1994-1995, produzione dell'animazione per Columbia Pictures Television)
- Mortal Kombat: Defenders of the Realm (1995)
- The Mask (1995-1997, con New Line Television)
- Le avventure di Felix il gatto (The Twisted Tales of Felix the Cat 1995-1997)
- Klutter! (1995-1996, with Fox Kids and Savage Studios Ltd.)
- C Bear and Jamal (1996)
- Richie Rich (1996)
- Cuccioli della giungla (1996-1998)
- Bruno the Kid (1996-1997)
- Blues Brothers (1997, cancellato)
- Chowder (1997-2001, in co-produzione con Aardman Animations)
- King of the Hill (1997, produzione dell'animazione per 20th Century Fox)
- Mr. Potato Head (1998)
- I Griffin (Family Guy 1999-2000, produzione dell'animazione per 20th Century Fox)
- Mission Hill (1999, co-produzione con Castle Rock Entertainment)
- Victor (2000)
- Sirens of the Deep (2000)
- Mission Extreme (2000)
- X-Men: Evolution (2000-2003, coproduzione con Marvel Enterprises)
- Fuori di zukka (2003)
- Game Over (2004)
- Tripping the Rift (2005-2006, coproduzione con Ciné-Groupe)
- Wow! Wow! Wubbzy! (2006, coproduzione con Bolder Media)
- Eloise (Eloise: The Animated Series 2006, coproduzione con Handmade Films)
- Slacker Cats (2007)
- Bufu (2007)
- Spawn: The Animation (2008, coproduzione con Todd McFarlane Productions)